# Phryxe exacta
Phryxe exacta là một loài ruồi trong họ Tachinidae.